# Korn's Groovy Pirate Ghost Mystery
«Korn's Groovy Pirate Ghost Mystery» (en Hispanoamérica «El misterio de los fantasmas piratas de Korn» y en España «El misterio de los piratas fantasmas») es el episodio 10 de la tercera temporada de la serie animada South Park. El episodio abunda temas como la necrofilia y teniendo a la banda Korn como estrellas invitadas parodiando a la pandilla de Scooby Doo.

## Trama
El pueblo de South Park se prepara apara celebrar Halloween en los muelles embrujados del pueblo. La estación de radio KOZY 102.1 anuncia la llegada de la banda Korn al pueblo, pero tanto la fiesta de Halloween como la llegada de Korn indigna al padre Maxie considerando Halloween una fiesta pagana en tributo a Satanás. Mientras tanto Stan (quien había insultado antes a KOZY 102.1), Kyle y Kenny caminan por el muelle emocionados por Halloween y viendo las atracciones de Halloween que para ellos son pobres y patéticas mientras que Cartman sabiendo que estaba a dos meses para Navidad decide no disfrazarse a su vez que entra a una "Casa embrujada" el supuesto doctor tenebroso le venda los ojos y le pone a palpar huevos como si fueran ojos, gelatina como cerebro y por último el recto de un pequeño asno aunque Cartman cree tocar Spaghettis fríos (por una advertencia de Kyle que los spaghettis fríos eran intestinos). Kenny por su parte asegura tener un excelente disfraz para el concurso de Halloween, algo que sus amigos dudan ya que sus disfraces son ridículos y en ese momento son asustados por los niños de 5 años haciéndoles creer que el muelle estaba habitado por piratas fantasmas. Stan decide tomar represalias asustando a los de 5.
Por otra parte Korn va camino a los muelles y su Máquina del Misterio se accidenta luego de que la banda se asustase al ver los piratas fantasmas.
Cartman toma un catálogo de juguetes para Navidad seleccionado varios juguetes. Stan, Kyle y Kenny le proponen salir a su vez que hacen reír a su madre burlándose de la gordura de Cartman. Los 4 se dirigen al cementerio con un solo fin; desenterrar a Cleo Brofolvski, la fallecida abuela de Kyle para asustar a los de 5 año. Aunque Kyle se muestra en desacuerdo termina aceptando el plan y los chicos esconden el cadáver entre los muelles a la vez que reciben a Korn y su mascota Nibblet (parodia de Scooby Doo). A la mañana siguiente, día de Halloween, los guardias del cementerio notifican a Sheila Broflovski de la profanación de la tumba y el robo del cadáver lo que hace suponer que un necrofilico había robado el cadáver para practicar sus perversiones.
En los muelles, Kenny se disfraza de robot ED 209 de RoboCop esperando ganar el concurso aunque obviamente es reconocible, a su vez Stan se disfraza de Cowboy y Kyle de payaso. Por otra parte Cartman recibe del correo un muñeco sexual de Antonio Banderas creyendo que es su regalo para Navidad. Mientras tanto los guardias del cementerio alertan al pueblo de la profanación de tumbas a manos de necrofilicos y el padre Maxie usa ese argumento para atacar más a la fiesta de Halloween y aún más cuando los piratas fantasmas aterrorizan al pueblo y asesinan a varias personas. El pueblo decide entonces expulsar a Korn creyéndolos responsables de la aparición de los piratas fantasmas. Para colmo de males, el cadáver de la abuela de Kyle desaparece y la banda creyendo una rara conexión entre la desaparición del cadáver y los piratas fantasmas deciden investigar el misterio.
A través de una secuencia cómica al estilo de Scooby Doo, los chicos y Korn descubren varias pistas entre las que se encontraban un libro de piratas fantasmas y deciden poner una trampa usando el muñeco de Antonio Banderas. Sin embargo, aunque el plan de Korn falla, la banda es expulsada del pueblo pero Nibblet descubre al verdadero responsable de los piratas fantasmas; el padre Maxie. El cura había usado ardillas y una linterna para emular un barco pirata, unos isopos para emular a los piratas y un queso y un vaso para emular el gruñido de los piratas. El padre Maxie es llevado a la cárcel mientras que el misterio de cadáver es resuelto también; un perro se había tragado el cadáver horas antes y lo vomitó en presencia de todos. Korn por los acontecimientos decide cantar "Falling Away from Me" mientras que a su vez los chicos usan el cadáver de Cleo para asustar a los de 5 año, Nibblet daña seriamente el muñeco de Antonio Banderas y Kenny pierde el concurso de disfraces ante la máscara de Wendy de Chewbacca (visto por primera vez en Pinkeye).

## Muerte de Kenny
Durante los créditos, Kenny camina triste hasta que es asesinado por Snowspeeders en alusión a Star Wars: Episode V - The Empire Strikes Back.

## Curiosidades
- Cuando Cartman selecciona sus juguetes para Navidad, en el catálogo se puede observar a un muñeco de Phillip de Terrance & Phillip, parecido al del episodio Cow Days, el juego del Sr. mojón visto en un comercial ficticio del mismo episodio y el Hombre de Alabama, visto en Chinpokomon.